# Quentin Othon
Quentin Othon (Montreuil, 27 marzo 1988) è un ex calciatore francese, di ruolo centrocampista.

## Palmarès

### Club

#### Competizioni nazionali
- Ligue 2: 1

Troyes: 2014-2015